# Koreaceratops

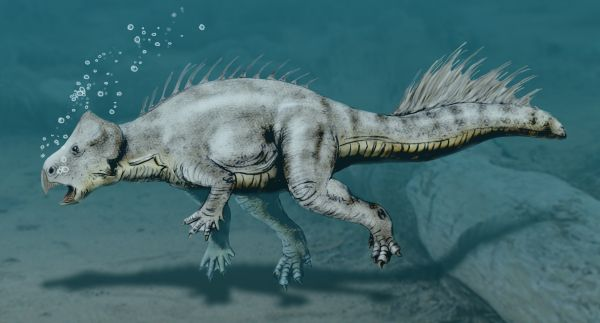
Koreaceratops mergulhando.

O Koreaceratops é o género de um dinossauro da família ceratopsiano que viveu há 103 milhões de anos, situando-se Cretáceo. Apesar de já conhecerem-se pegadas e ovos desta espécie, só em 2010 foram descobertos os fósseis na Coreia do Sul.
O dinossauro levava uma vida semi-aquática e herbívora, tinha 170 centímetros de altura, pesava 27-45 quilos e era bípede. Os fósseis apresentam um animal com protuberâncias ósseas, um bico e uma cauda longa, possivelmente usada para nadar, reconhecimento de espécies ou selecção sexual.
Este ceratopsiano apresenta-se como um elo entre os pequenos dinossauros com chifres que existiam na Ásia, para com os de maiores dimensões na América do Norte.